# John D. Voelker
John Donaldson Voelker, né le 19 juin 1903 à Ishpeming, dans le Michigan et mort le 19 mars 1991 à Marquette, est un avocat, juge et écrivain américain. Sous son nom de plume Robert Traver, il est surtout célèbre pour son roman Autopsie d'un meurtre, publié en 1958 : ce best-seller, qui a totalisé 4 millions de ventes, a été adapté en 1959 par Otto Preminger en un film homonyme, Autopsie d'un meurtre, avec James Stewart dans le premier rôle.

## Œuvre
Toutes les œuvres de John D. Voelker ont été publiées dans un premier temps aux États-Unis sous le nom de plume de Robert Traver. Ce nom a été retenu pour les traductions françaises des années 1960. Les éditions Gallmeister ont choisi de mettre en avant le nom civil, tout en rappelant le pseudonyme entre parenthèses.
- Danny and the Boys: Being some Legends of Hungry Hollow, Wayne State University Press, 1987 (1951), 254 pages.  (ISBN 0814319289) ou  (ISBN 978-0-8143-1928-4)
- Small Town D.A., 1954
- Autopsie d'un meurtre (Anatomy of a Murder, 1958), Calmann-Lévy, 1958 ; réédition, Le Livre de Poche, 1964 et 2001, 512 pages.  (ISBN 2253000035). Cette œuvre est citée par Jim Harrison dans son roman De Marquette à Veracruz mais il orthographie mal le nom de Voelker (Voelkers)
- Itinéraire d'un pêcheur à la mouche (Trout Madness, 1960), recueil de nouvelles, traduit de l'américain par Jacques Mailhos, éditions Gallmeister, 2006, 220 pages.  (ISBN 2351780035) ou  (ISBN 978-2-3517-8003-9)
- Hornstein's Boy, 1962.
- Testament d'un pêcheur à la mouche (Anatomy of a Fisherman, 1964), recueil de nouvelles, traduit de l'américain par Jacques Mailhos, éditions Gallmeister, 2007, 224 pages.  (ISBN 2351780108) ou  (ISBN 978-2-3517-8010-7)
- Laughing Whitefish, 1965.
- La justice est une maîtresse jalouse : étranges ou bizarres, treize affaires judiciaires américaines (The Jealous Mistress, 1967), éditions Marabout, 1960, 207 pages.
- Trout Magic, 1974.
- People versus Kirk, 1981.